# Glaurocara leleupi
Glaurocara leleupi är en tvåvingeart som först beskrevs av Verbeke 1960.  Glaurocara leleupi ingår i släktet Glaurocara och familjen parasitflugor.
Artens utbredningsområde är Tanzania. Inga underarter finns listade i Catalogue of Life.